# Phyllophaga chamula
Phyllophaga chamula är en skalbaggsart som beskrevs av Moron 1999. Phyllophaga chamula ingår i släktet Phyllophaga och familjen Melolonthidae. Inga underarter finns listade i Catalogue of Life.